# Indians in Council, California
Indians in Council, California est un tableau du peintre germano-américain Albert Bierstadt réalisé vers 1872. Cette huile sur toile représente des Nord-Amérindiens en réunion dans un campement au fond de la vallée de Yosemite, dans la Sierra Nevada, en Californie. L'œuvre est conservée au Smithsonian American Art Museum, à Washington.